# Постников, Григорий Николаевич

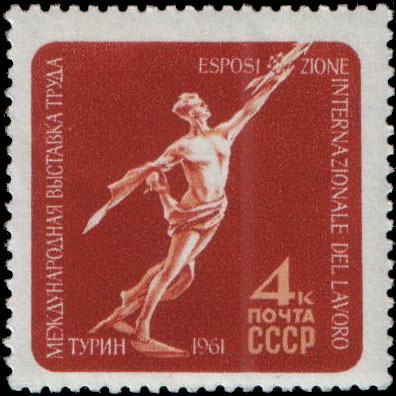
Скульптура Постникова «К звёздам» на марке СССР, 1961

Григорий (Георгий) Николаевич По́стников (1914—1978) — советский скульптор, известный своими работами на космическую тематику. Заслуженный художник РСФСР (1965). Лауреат Сталинской премии первой степени (1950), член Союза художников СССР (1952).

## Биография
Г. Н. Постников родился 1 (14) октября 1914 года в слободе Ракитная Курской губернии (ныне посёлок, районный центр в Белгородской области) в крестьянской семье. Отец умер во время голода 1922 года. Мать вышла замуж второй раз. С 1923 года обучался в семилетней школе станции Готня. Отчим часто бил Григория, поэтому окончив 5 классов, в 1929 году после очередных побоев, сбежал из дома. Был беспризорником около года. Потом пошёл в детский дом и в 1930 году был послан для обучения профессии токарь в школу фабрично-заводского ученичества завода имени Петровского города Днепропетровск. После окончания школы ФЗУ в 1932 году переехал в город Киев, где работал токарем по металлу на киевском заводе «Красный двигатель» и учился на авиарабфаке до 1935 года.

Могила Постникова на Кунцевском кладбище Москвы.

В 1935 году поступил в Ленинградский институт инженеров гражданского воздушного флота на специальность технической эксплуатации, окончив который в 1941 году, получил инженерное образование. Решением Государственной экзаменационной комиссии от 15 марта 1941 года присвоена квалификация инженера-механика по технической эксплуатации самолётов и моторов.
В период Великой Отечественной войны работал по ремонту и восстановлению авиационной техники.
После окончания института в 1941 году направлен на работу начальником техотдела Авиарембазы в г.Краснодар.
В августе 1942 года эвакуирован в г. Тбилиси, где работал инженером цеха Авиарембазы.
В мае 1943 года переведен на должность начальника техотдела Авиарембазы в в поселок Мстера. По совместительству работал начальник БРИЗа (бюро рационализации и изобретательства). Во Мстере познакомился с художниками и осуществил свою давнюю мечту - попробовал свои силы в области скульптуры. Здесь он пробыл один год и за этот год многое узнал в художественном училище, которое посещал без отрыва от производства.
В июле 1944, после окончания Мстёрского художественного училища, переводится начальником производства Авиарембазы №402 в п.Быково Московской области (с 2002 года ОАО "Быковский Авиаремонтный Завод") , где работал до октября 1945 года. Здесь он знакомится с Московскими мастерами Томским Н.В., Вучетич Е.В. и другими, посещал их без отрыва от основной работы начальника производства Авиарембазы - занимался скульптурой.
После окончания войны в Японией полностью перешёл работать скульптором.
С октября 1945 года по октябрь 1946 года работал скульптором в Московском доме офицеров - летчиков. За это время выполнил бюсты Н.Е. Жуковского и Н.И. Лобачевского для МГУ им.Ломоносова, бюст В.И. Ленина и авиаконструктора А.С. Яковлева для дома летчиков, бюст П.Морозова и др.
В декабре 1946 года перешёл работать и учиться к скульптору Е.В. Вучетичу, где проработал беспрерывно 5 лет. За это время участвовал во многих работу Е.В. Вучетича и работал самостоятельно. В 1949 году участвовал в коллективном труде, в качестве скульптора, в работе над горельефом "Клянемся тебе товарищ Ленин". За эту работу, вместе с коллективом, получил звание Лауреата Сталинской премии 1-й степени. В том же 1949 году участвовал во Всесоюзной художественной выставке с бюстом летчика Г.А. Таран
С 1949 года — член Студии военных художников им. М. Б. Грекова. 

С 1952 года — член Союза художников СССР.
Многие свои работы скульптор посвятил образам В.И. Ленина и И.В. Сталина, военно-патриотической теме, авиации, но основной тематикой творчества стала космическая.
Произведения Г. Постникова, запечатлевшие образ В.И. Ленина установлены: памятник у московского завода "Каучук", бюст в Краснознаменном зале Центрального Дома Советской Армии им. М.В. Фрунзе, Ленин - гимназист в Казанском университете и др. Г. Постников создал скульптурный портрет отца В.И. Ленина Ильи Николаевича Ульянова, а также всесоюзного старосты М.И. Калинина.
В Ленинградском Доме офицеров находятся скульптурные композиции, в которых мастер запечатлел основные этапы истории создания советских Вооруженных сил - "Октябрь", "Гражданская война", "Великая Отечественная война", "На страже".
Широкую известность получили другие скульптурные композиции Г. Постникова - "Предупреждаем", "Вооруженные силы", "Освобожденная Европа". Долго художники искали путь к воплощению темы бдительности. Постников нашел это решение едва ли не первым. Предупреждающий жест нашего воина-ракетчика, идущего вперед решительным размашистым шагом, — протянутая вперёд рука — обращён к тем, кто замышляет планы новой войны. Не случайно скульптура выставлена в музее Группы советских войск в Германии, в здании, где в мае 1945 года подписался акт о безоговорочной капитуляции фашистской Германии.
Скульптор создал много выразительных и очень достоверных портретов видных военачальников: маршалов Советского Союза Р.Я. Малиновского, С.С. Бирюзова, М.В. Захарова, генерал-полковников В. Белокоскова, П. Котова, В. Кузнецова и других.
Мастер плодотворно трудился и в области исторического портрета. Ему удалось создать исторически конкретные и вдохновенные образы М.И. Кутузова, адмирала П.С. Нахимова, М.В. Фрунзе.

Г. Н. Постников умер в 1978 году. Похоронен в Москве на Кунцевском кладбище.
Из дневников Н. П. Каманина:

Скульпторы Кербель и Файдыш более месяца уговаривали меня разрешить им делать бюсты Гагарина, Терешковой, Беляева и Леонова, которые должны быть установлены у обелиска «Космос». Кербель и ранее (1962 год) пытался лепить бюсты Гагарина, Титова и Поповича, но у него это плохо получилось. Над скульптурными портретами почти всех летчиков-космонавтов СССР работал и скульптор Григорий Николаевич Постников. Скульптуры Постникова более удачны и нравятся космонавтам — они просили меня отказать Кербелю и Файдышу и поручить предстоящую работу Постникову. На письмо Министерства культуры СССР с просьбой предоставить возможность Кербелю и Файдышу работать над бюстами космонавтов я дал письменный отказ. Позавчера мне опять звонил Кербель, и я ему отказал в довольно резкой форме.

Жалобы обиженных скульпторов и их покровителей дошли до министра культуры Е. А. Фурцевой. Сегодня Екатерина Алексеевна позвонила мне и сказала, что есть решение ЦК и правительства об установлении бюстов космонавтов и что только Министерство культуры имеет право заказывать подобные скульптуры и выбирать исполнителей. На моё замечание, что нас вполне устраивает Постников, Фурцева ответила вопросом: «А кто такой Постников? Я не знаю, что он сделал…» Пришлось подробнее рассказать ей о космической тематике творчества Постникова. Договорились, что Екатерина Алексеевна пошлет к Постникову специалистов, с тем чтобы осмотреть имеющиеся у него работы и по возможности использовать их при выполнении правительственного задания. Кербель, сделав удачно только бороду Карла Маркса, вообразил себя гением, а скромный труженик Постников выполнил уже десятки талантливых скульптур на космические темы, но пока он остается неизвестным для министра культуры, хотя о нём несколько раз писала «Правда» и были 3—4 передачи по телевидению (Февраль 1967 года).

## Работы
- «К звездам» (Москва — в парке Центрального дома Советской Армии, Пятигорск, Будёновск)
- «В космос» (Центр подготовки космонавтов, Москва)
- «Слава покорителям космоса!» («В космос» — Монино, Гарнизонный Дом офицеров. Архитектор Л. Н. Лавренов. 1962)[6]
- «В Космос!» (Таганрог, демонтирована в 1970-х годах)
- «Эра космоса»
- Портретный бюст Гагарина[7]
- Памятник Юрию Гагарину в Ташкенте
- Бюст Героя Советского Союза генерала Н. П. Каманина передан в 1964 году скульптором в музей Центра подготовки космонавтов.
- Два бюста Аркадия Каманина — самого молодого лётчика Второй мировой войны — выполнены по фото в 1966 году.
- Бюст лётчика-космонавта Валентины Терешковой на Аллее космонавтов в Москве (1967)
- Памятник лётчикам гражданской авиации, погибшим в Великую Отечественную войну 1941—1945 гг. (Внуково)[8]
- Памятник Герою Советского Союза Т. Т. Ромашкину (Минск, сквер возле аэропорта Минск-1)[9].
- Бюст дважды Героя Советского Союза лётчика-космонавта Г. Т. Берегового в Енакиево.
- Памятник Герою Советского Союза, лётчику-космонавту СССР Юрию Алексеевичу Гагарину в Чебоксарах на перекрёстке проспекта Ленина и улицы Гагарина (архитектор — Б. М. Шимарёв; открыт 12 апреля 1976 года, является своеобразным подарком Чебоксарам от студии военных художников им. М. Б. Грекова)[10].
- Памятник лётчику-космонавту П. И. Беляеву, (Вологда,17 августа 1979 года)[11]
- Скульптура «Здравствуй, Земля!», посвященная лётчику-космонавту А. Г. Николаеву, переданная из Центрального музея Вооруженных Сил в дар музею города Чебоксары[12].
- Надгробный памятник изобретателю ранцевого парашюта Г. Е. Котельникову на Новодевичьем кладбище Москвы.
- Надгробный памятник советскому военному, государственному и политическому деятелю, советскому юристу, председателю Военной коллегии Верховного суда СССР и одновременно заместителю председателя Верховного суда СССР (1957—1964), генералу-лейтенанту юстиции (1961), Борисоглебскому Виктору Валерьяновичу.
- Портретный бюст И.В. Сталина, 1950 год. Бронза. Собств. Дирекции художественных выставок и панорам Министерства культуры СССР[13]

## Галерея

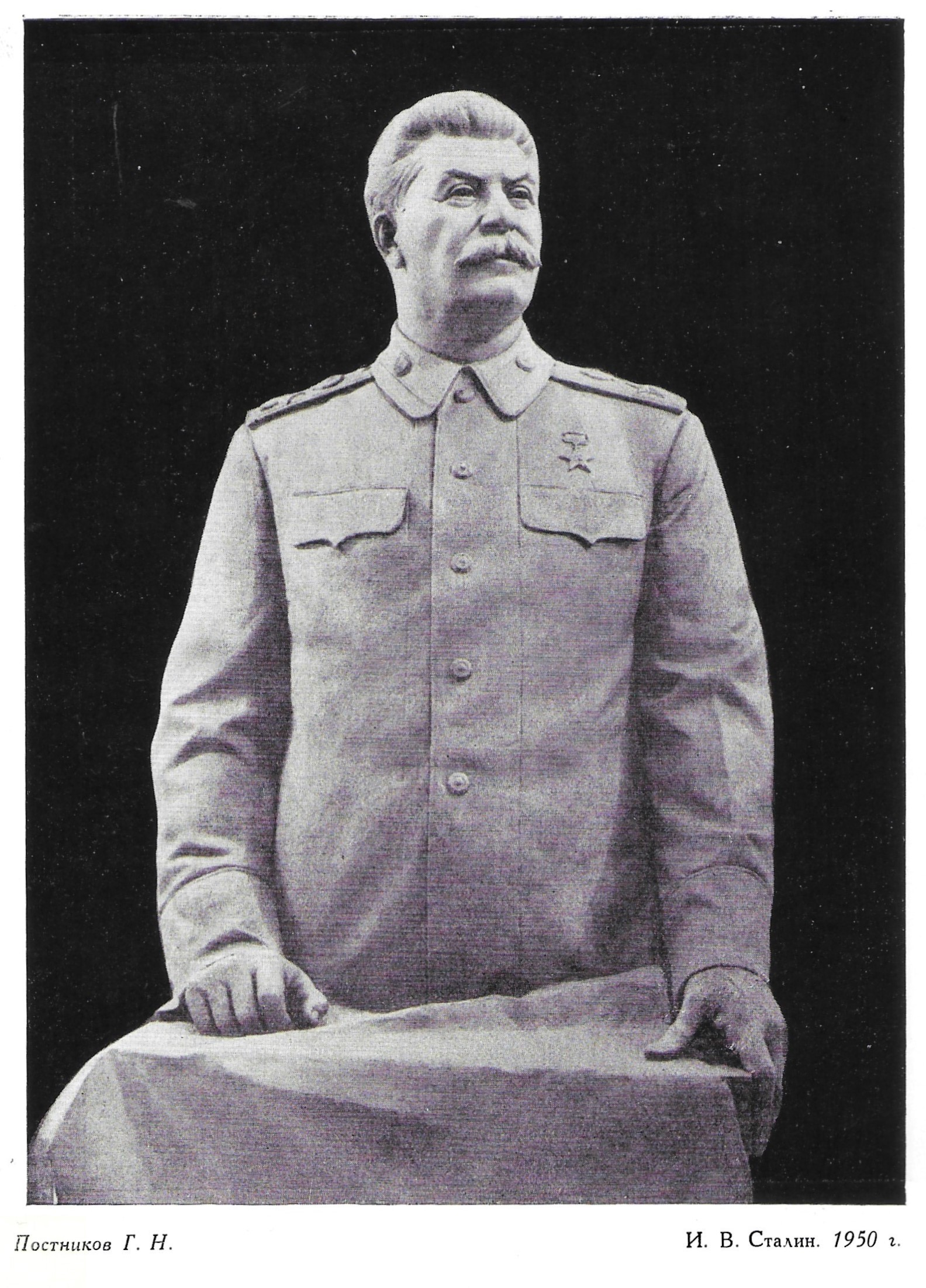
И.В. Сталин, 1950 г. Бронза, Собств. Дирекции художественных выставок и панорам Министерства культуры СССР
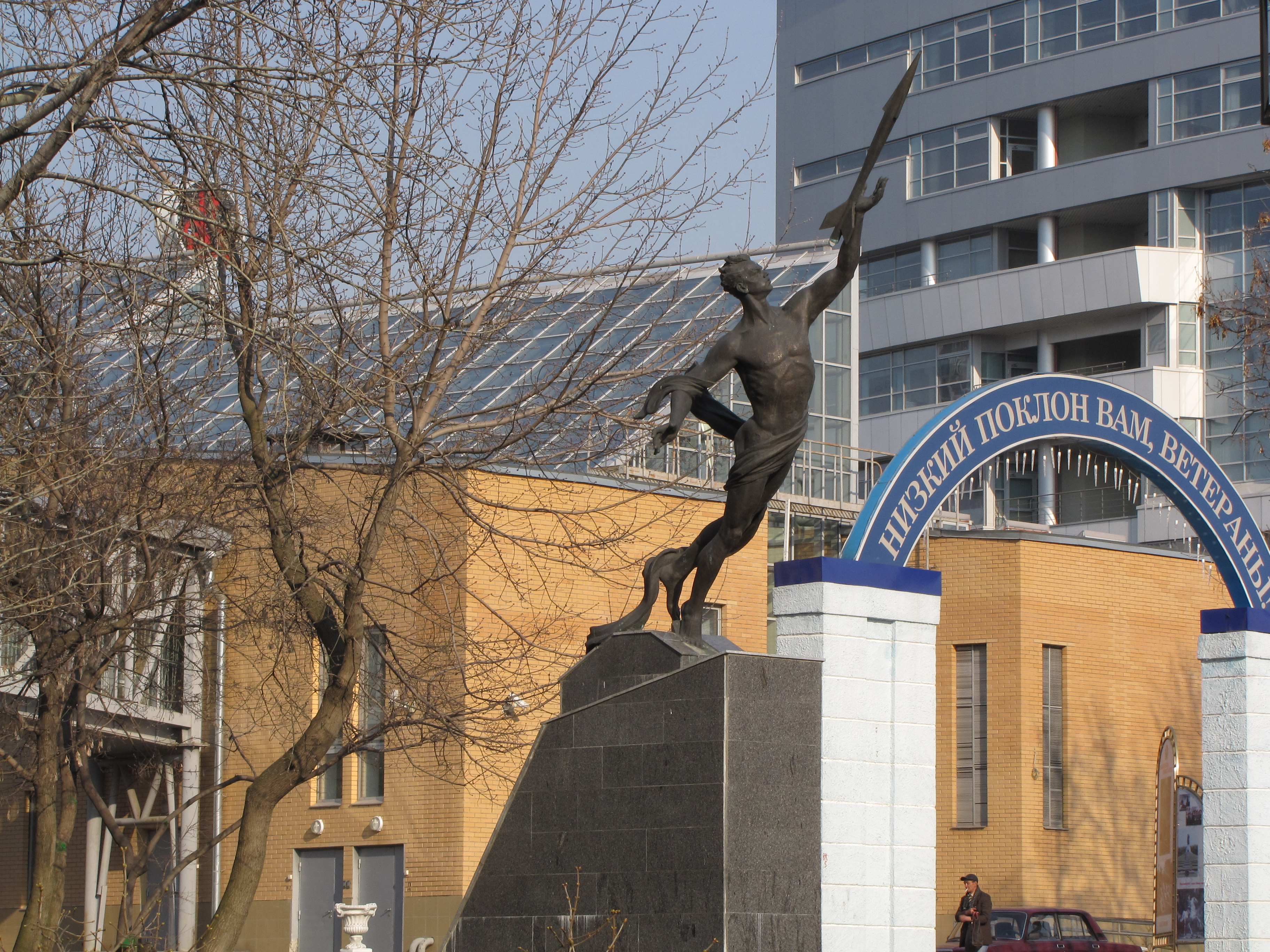
Скульптурная композиция «К звёздам» в Екатерининском парке Москвы
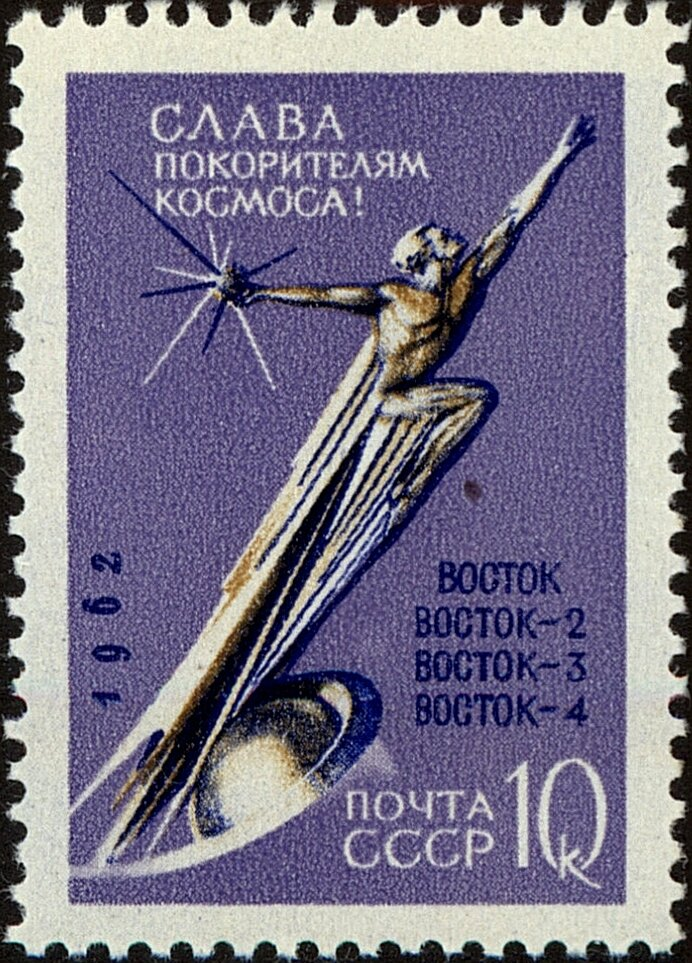
Скульптурная композиция «В космос» на почтовой марке СССР 1962 года  (ЦФА [АО «Марка»] № 2765)
Памятник Юрию Гагарину в Чебоксарах
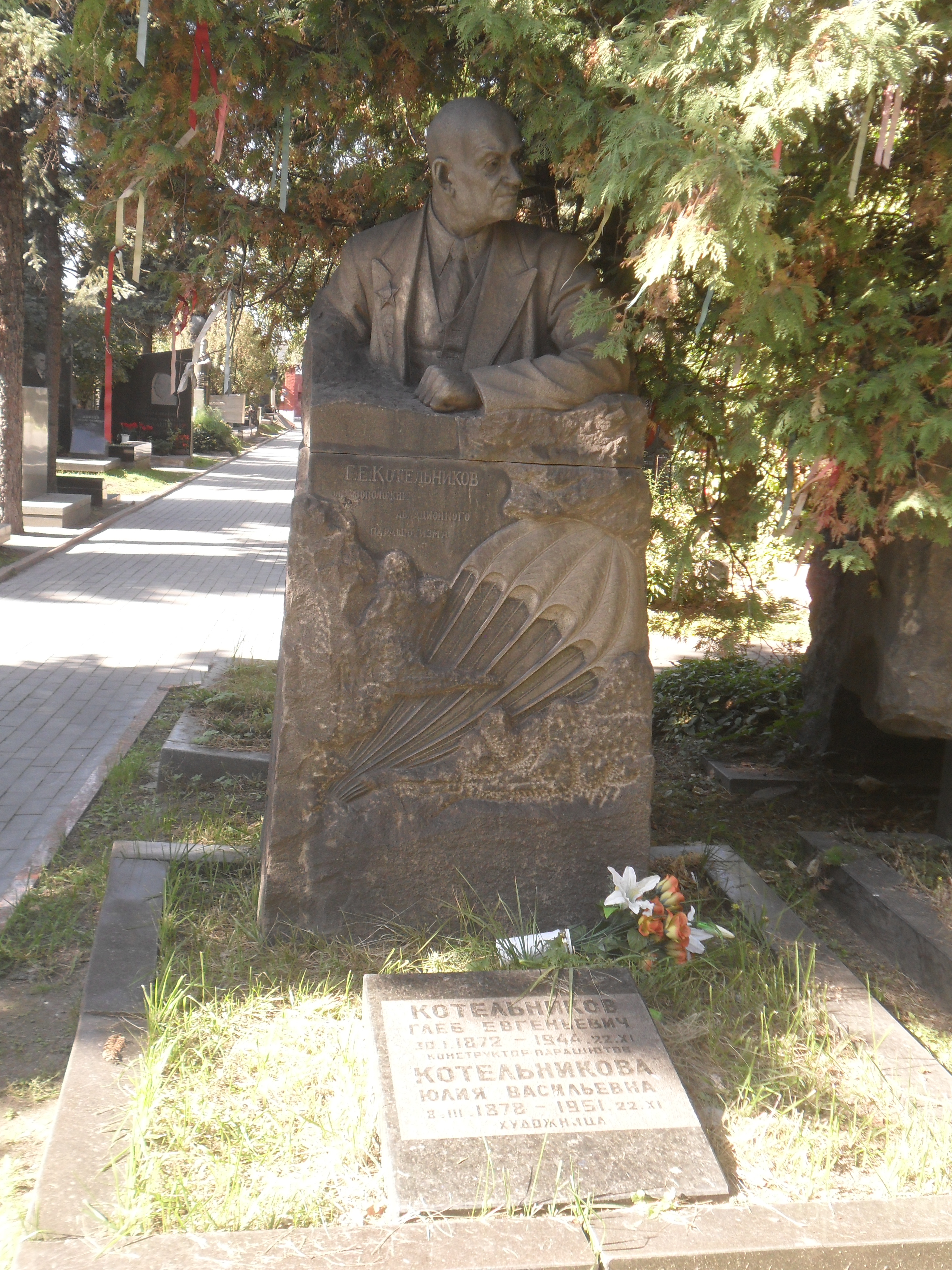
Могила Г. Е. Котельникова на Новодевичьем кладбище Москвы

## Награды, звания и премии
- Медаль «За доблестный труд в Великой Отечественной войне 1941—1945 гг.» (1945)
- Сталинская премия первой степени (1950) — за участие в создании горельефа «Клянёмся тебе, товарищ Ленин!»
- заслуженный художник РСФСР[14]
- Член Союза художников СССР (1952).